# Гетто в Узде
Гетто в Узде́ (конец июня 1941 — 17 октября 1941) — еврейское гетто, место принудительного переселения евреев города Узда Минской области в процессе преследования и уничтожения евреев во время оккупации территории Белоруссии войсками нацистской Германии в период Второй мировой войны.

## Оккупация Узды и создание гетто
В 1939 году в Узде жили 1143 еврея. Осенью 1939 года в местечке появились евреи-беженцы из Польши, которые предупреждали, что немцы придут и убьют всех евреев, но почти никто этому не поверил. Узнав о нападении Германии на СССР, часть узденских евреев пыталась бежать на восток, но большинство было вынуждено вернуться, потому что немцы перерезали дороги. Город был оккупирован немецкими войсками 3 года — с 27 (28) июня 1941 года до 29 июня (4 июля) 1944 года.
Сразу после захвата Узды немцы создали городскую управу, а бывший мастер сапожной мастерской Брель стал бургомистром. Комендантом города поставили Викентия Витковского, который одновременно стал и начальником полиции.
Сразу после оккупации, уже в конце июня 1941 года, немцы, реализуя гитлеровскую программу уничтожения евреев, согнали евреев Узды в гетто, организованное на улицах Ленинской, Пролетарской и Октябрьской. На переселение было дано только два дня, с собой разрешили взять только минимум вещей. Домашнюю утварь, мебель и скот брать запрещалось.
В гетто Узды также была переселена часть евреев из Могильно, Лоши и Шацка. Всего в Узденское гетто попали более 300 еврейских семей.

## Условия в гетто
Всем евреям, начиная с десятилетнего возраста, под страхом смерти было приказано нашить на одежду на левую сторону груди и на спину круглые желтые «латы» — нашивки определённого размера.
Люди оказались в тяжелейших условиях — скученность, изоляция от внешнего мира, отсутствие домашней утвари и мебели. Узников мучил постоянный голод. Тяжелое психологическое состояние питалось и непрерывным страхом предстоящих расправ.
По всему периметру гетто было обнесено колючей проволокой. У входа в гетто был установлен деревянный щит с приказами, предписывавшие евреям правила поведения, и за любое нарушение узникам полагалось только одно наказание — расстрел: за выход из гетто, за общение с местными жителями, за нахождение на тротуаре (еврею можно было ходить только посередине улицы), за неповиновение немцу или полицаю.
На стенах домов в городе повсюду были расклеен приказ оккупационных властей: «За укрытие евреев виновные и члены их семей будут приговорены к смертной казни».

## Уничтожение гетто

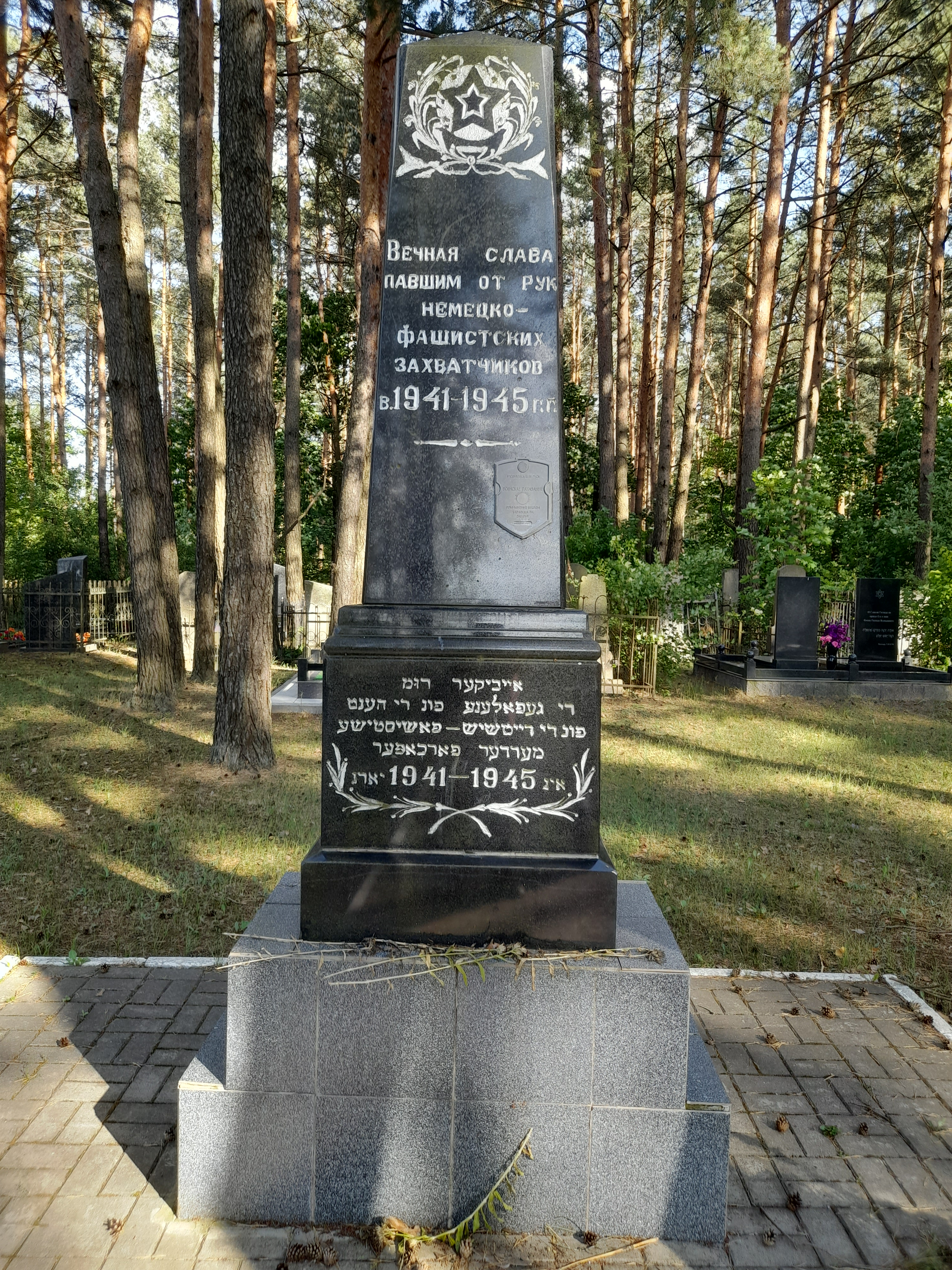
Памятник на братской могиле евреев на еврейском кладбище

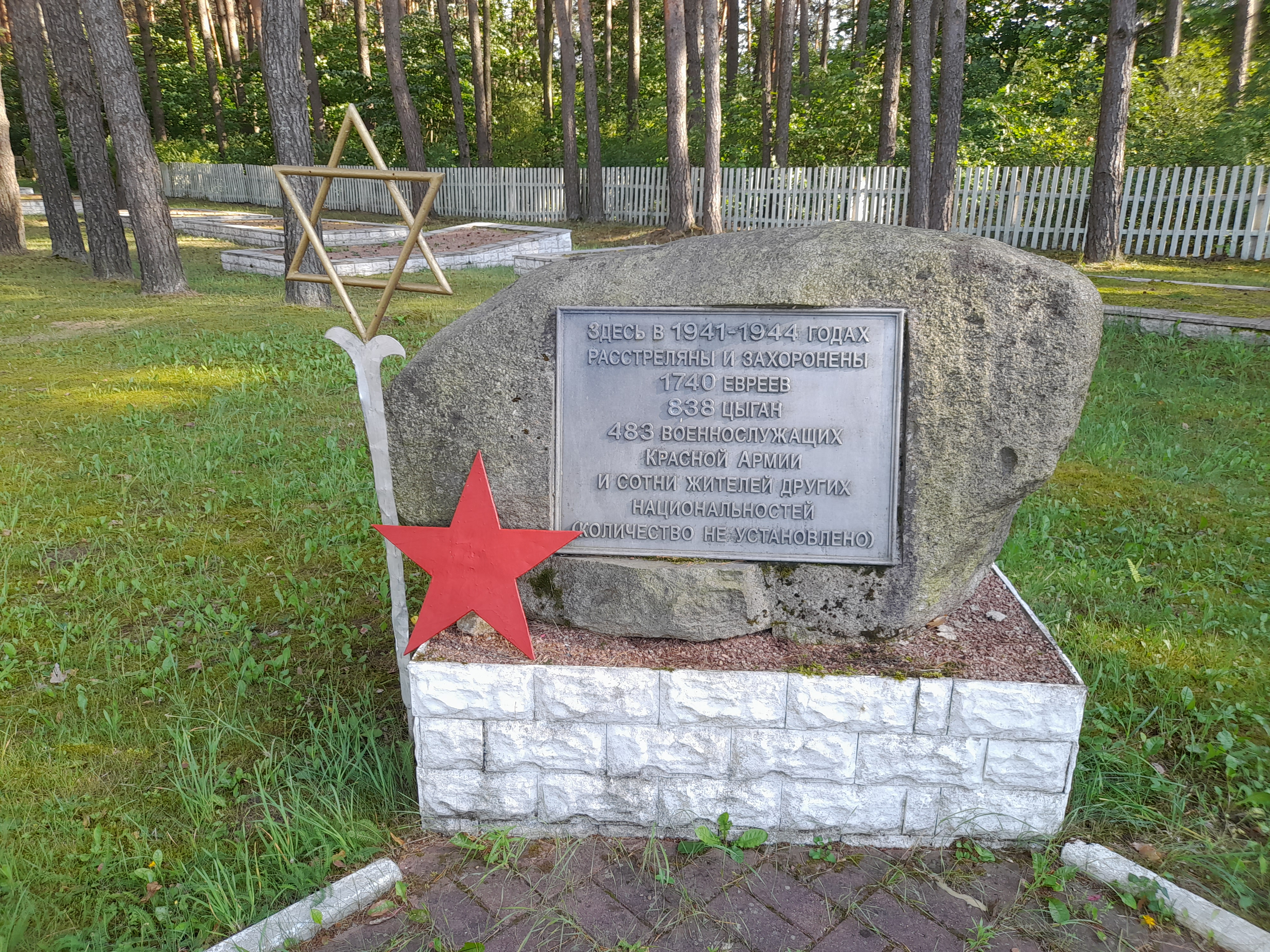
Памятник на братской могиле евреев и цыган на еврейском кладбище

Перед окончательным уничтожением гетто немцы заранее пригнали военнопленных и заставили их выкопать глубокие ямы за «Греблей» — так называли небольшой район на окраине Узды за мостом через речку Уздянка, в полутора километрах к северо-востоку от местечка, на опушке леса у дороги из Узды на деревню Присынок. После того как военнопленные закончили работу, их расстреляли на этом же месте.
Вечером 16 октября 1941 года начальник полиции Витковский официально сообщил евреям, что всех их завтра утром, то есть 17 октября, начинают переводить в Минск, и приказал подготовиться к переезду — надеть лучшую одежду, все ценные вещи и драгоценности собрать и выложить на видном месте, а в 6 часов утра на территорию гетто будут поданы грузовые автомобили якобы для переезда. Многие из узников поверили в эту ложь, потому что знали Витковского ещё с довоенных времен как скромного, добропорядочного и доброго человека. Но в ночь с 16 на 17 октября никто в гетто, кроме детей, не спал.
Ночью в гетто пробрался еврей из Шацка и рассказал, что накануне там тоже обещали перевезти евреев в Минск, а назавтра убили. Но деваться было некуда — уже в 5 часов утра 17 октября гетто было плотно окружено гестаповцами и коллаборационистами. Прошел слух, что убивать будут только молодых, в первую очередь, мужчин, и их начали пытаться прятать.
К 7 часам утра пятницы 17 октября 1941 года в гетто въехали машины, в которые загнали всех евреев. В основном это были женщины, дети и старики, и только небольшой части узников удалось заранее спрятаться. Обреченные люди страшно кричали, но тех, кто отказывался залезать в машину, убивали на месте.
Обреченных людей привезли к заранее выкопанным ямам. Евреев заставили раздеться догола и расстреливали из пулеметов. Тела убитых скидывали в яму. Вместе с мертвыми в яму скидывали и случайно не задетых пулями, и только раненых, и живых детей. Происходящее было так ужасно, что шофер-немец не выдержал этого зрелища и потерял сознание. Его охотно сменил местный житель, который после войны не был наказан и благополучно прожил свою жизнь.
Один из участников этой «акции» (таким эвфемизмом гитлеровцы называли организованные ими массовые убийства) полицай Сашка Жданович потом хвастался перед односельчанами тем, как много он убил евреев, особо смакуя подробности убийства молодых девушек.
В ноябре 1941 года на этом же месте немцы расстреляли 408 советских военнопленных, а в апреле 1944 года — ещё 75 военнопленных и других людей.
Всего за время оккупации нацисты и их пособники, по неполным данным, убили в Узденском гетто 1740 (410) евреев.

## Организаторы и исполнители убийств
По данным комиссии ЧГК по Узденскому району, аресты и расстрелы евреев проводились под руководством и при непосредственном участии начальника Узденской жандармерии В. Алента и начальника Узденской полиции Длотовского.

## Случаи спасения
В день окончательного уничтожения гетто 17 октября 1941 года в живых остался только 12-летний Эдик Уэльский. Его отец-белорус сумел забрать сына, когда тот уже раздетый лежал на краю расстрельной ямы и ждал выстрела. Эдик и рассказал впоследствии, как происходило это массовое убийство.
Также в этот день не были расстреляны несколько еврейских семей высококвалифицированных специалистов мастеров, оставленных для обслуживания немцев. 28 февраля 1942 года по распоряжению военного коменданта всех этих евреев-специалистов из Узды вывезли в Минское гетто.
По воспоминаниям очевидцев, гауптман Цельнер, адъютант бургомистра, был бесстрашным и добрым человеком. Рискуя жизнью, он помогал евреям, запрещал им носить «латы» в его присутствии как унижающие человеческое достоинство, делился с ними своим военным пайком.

## Память
На новом еврейском кладбище Узды установлены два монумента — один в 1947 году, второй — на братской могиле евреев и цыган. Большой вклад в обустройство кладбища внес Полойко Владимир Семенович, бывший директор местной школы и краевед.
В самой Узде убитым узникам гетто на Красной площади установлен памятный знак.
Опубликованы неполные списки жертв геноцида евреев в Узде.